# 44016 Джимміпейдж
44016 Джимміпейдж (44016 Jimmypage) — астероїд головного поясу, відкритий 30 листопада 1997 року.
Тіссеранів параметр щодо Юпітера — 3,348.
Названий на честь британського гітариста, композитора, автора пісень, продюсера, засновника гурту Led Zeppelin Джиммі Пейджа.